# Ngina Kenyatta
Ngina Kenyatta, geborene Muhoho (* 24. Juni 1933 in Ngenda im Gatundu Kiambu County) einst die First Lady von Kenia, wird allgemein nur Mama Ngina genannt. Sie war seit 1951 die vierte Ehefrau des ersten Präsidenten des Landes, Jomo Kenyatta, und Mutter des ehemaligen Präsidenten Uhuru Kenyatta.

## Leben und Werk
Kenyatta wurde als Ngina Muhoho als Tochter von Chief Muhoho wa Gathecha und Anne Nyokabi Muhoho in Ngenda im damals britisch kontrollierten Kenia geboren. Sie heiratete im September 1951 Jomo Kenyatta, mit dem sie vier Kinder bekam:
- Kristina Wambui Kenyatta-Pratt (* 1952),
- Uhuru Kenyatta (* 1961),
- Anna Nyokabi und
- Muhoho Kenyatta (* 1964).

1951 wurde ihr Ehemann verhaftet und anschließend inhaftiert, weil er den antikolonialen Mau-Mau-Aufstand geplant hatte. Zuvor hatte er bereits Jahre im Ausland, hauptsächlich in England, verbracht, wo er sich für antikolonialistische und panafrikanische Ideen einsetzte. Zurück in seiner Heimat wurde er zum Präsidenten der Kenianischen Afrikanischen Union gewählt und entwickelte sich zur führenden Persönlichkeit der Kenianischen Afrikanischen Nationalen Union (KANU), der Partei, die Kenia in die Unabhängigkeit führte. Von 1953 bis 1959 konnte Keyatta ihren Mann nur im Gefängnis von Lokitaung besuchen. Sie verbüßte um 1957 eine fünfjährige Gefängnisstrafe im Kamiti Maximum Prison, weil die britischen Behörden sie für eine Unterstützerin des Mau-Mau-Aufstands in Kenia hielten.
Sie begleitete ihren Ehemann dann 1959 in die Verbannung nach Lodwar, gemeinsam mit zwei kleinen Mädchen: ihrer Tochter Christine Wambui und ihrer Stieftochter Jane Wambui, deren Mutter Grace Wanjiku Koinange im Kindbett gestorben war.
Nachdem Kenia am 12. Dezember 1963 die Unabhängigkeit von Großbritannien erlangt hatte und Mzee Jomo Kenyatta wenige Monate später, 1964, erster Präsident der Republik Kenia wurde, wurde sie trotz seiner Ehe mit drei anderen Frauen offiziell als First Lady Kenias anerkannt. Sie war besonders nach dem Tode ihres Mannes 1978 eine Geschäftsfrau mit weiterhin guten Beziehungen zu Präsident Daniel arap Moi.
Sie engagierte sich aber auf vielen sozialen Gebieten, z. B. war sie die Führerin der kenianischen Pfadfinderinnen oder Ehrenpräsidentin von „Project Harambee 2000“, eines großen Bildungsprojekts für Afrika.
1985 wurde in ihrem Farmhaus in Karen (Vorort von Nairobi), das heute eine Milchfarm ist, die Szenen in Jenseits von Afrika gedreht, die in Karen Blixens Haus spielen. Diese Milchfarm („Mbagathi“) war tatsächlich das erste Haus, das Karen Blixen 1913 erworben hatte. 1917 zogen die Blixens dann in das nächste Haus, „Mbogani“, das heutige Museum.
Ihr ältester Sohn Uhuru Kenyatta war 2002 der unterlegene Präsidentschaftskandidat. Die zweite Kandidatur 2013 war erfolgreich, und Uhuru Kenyatta wurde vierter Präsident Kenias.
Ihr Bruder George Muhoho war bzw. ist ein einflussreicher Politiker, Minister und Manager.

## Ehrungen (Auswahl)
Eine Straße im Zentrum von Nairobi ist nach ihr benannt, auch eine Schule (die Girl’s Secondary School in Mombasa) und Waisenhäuser.
2019 erhielt sie den Macky-Sall-Preis für Dialog in Afrika.